# سیارک ۳۹۴۴
سیارک ۳۹۴۴ (به انگلیسی: 3944 Halliday، نامگذاری:1981WP1) سه هزار و نهصد و چهل و چهارمین سیارک کشف شده‌است که در ۲۴ نوامبر ۱۹۸۱ کشف شد.
قدر مطلق سیارک برابر ۱۳٫۱۰ است.